# Zespół RAPADILINO
Zespół RAPADILINO (ang. RAPADILINO syndrome) – rzadki zespół wad wrodzonych spowodowany mutacją w genie RECQL4 w locus 8q24.3 kodującym helikazę DNA. Zespół opisała jako odrębną jednostkę chorobową fińska genetyczka Helena Kääriäinen w 1989 roku. Zaproponowana przez nią nazwa zespołu jest akronimem od angielskich nazw głównych objawów przedstawionych w pracy pięciorga pacjentów: 
- RA – aplazja kości promieniowej (RAdius)
- PA oznacza aplazję albo hipoplazję rzepki (PAtella)
- DI oznacza zarówno biegunkę (DIarrhaea) jak i przemieszczone (DIslocated) stawy
- LI oddaje niskorosłość (LIttle size) i malformacje kończyn (LImb malformations), natomiast
- NO – długi, wąski nos (NOse) i normalną (NOrmal) inteligencję[1].

Kääriäinen opisała kilkanaście przypadków zespołu wśród fińskich pacjentów z aplazją rzepki. Donoszono również o przypadkach zespołu spoza Finlandii, między innymi z Wielkiej Brytanii, Brazylii i Węgier. Stwierdzono nakładanie się fenotypów zespołu RAPADILINO i zespołu Rothmunda-Thomsona; badania genetyczne wykazały ponadto mutację w genie RECQL4 w obydwu grupach pacjentów, są to więc przypuszczalnie schorzenia alleliczne.